# Frontier Enterprises
Frontier Enterprises war ein in Tokio ansässiges Unternehmen, das im Auftrag von Toho International, Toei Animation und Shochiku Company japanische Filme und Medien für deren Export in die englische Sprache synchronisierte.
Zusammen mit New Yorks Titra Studios, Roms Associated Recording Artists und Hongkongs Axis und Omni Productions war Frontier einer der frühen Pioniere der englischsprachigen Synchronisation.

## Geschichte
Frontier Enterprises wurde 1964 von dem in Cincinnati geborenen Koreakriegsveteranen William Ross (1923–2014) gegründet. Ross kam 1959 auf Empfehlung des japanischen Schauspielers So Yamamura in das Synchronisationsgeschäft. Er zeigte solch ein Talent dafür, dass ihn der japanische Synchronregisseur am ersten Tag die Regie überließ.
Als die anderen in Tokio ansässigen Synchronisationsfirmen aufgaben, beschloss Ross, Frontier Enterprises zu gründen. Bald arbeitete seine Firma für alle großen Studios. Bis heute hat Frontier mehr als 500 Action- und Animationsfilme sowie TV-Shows synchronisiert. Ross arbeitete als Dialogschreiber, Synchronregisseur und Synchronsprecher, seine Frau übersetzte die englischen Drehbücher. Anstatt professionelle Synchronsprecher zu engagieren, nahm Ross englische Muttersprachler, die er eben in Tokio finden konnte. Geschäftsleute, Studenten, Musiker arbeiteetn für Frontier, unabhängig von ihrer schauspielerischen Erfahrung.
Frontier ist am besten dafür bekannt, einige der frühen Godzilla-Filme wie „Frankenstein und die Ungeheuer aus dem Meer“, „Frankensteins Monster jagen Godzillas Sohn“ und „Frankenstein und die Monster aus dem All“ synchronisiert zu haben. Aus Gründen, die unklar sind, hat American International Pictures ihre eigenen Dubs für diese Filme produziert, synchronisiert von den Titra Studios in New York. Die Frontier-Dubs werden normalerweise als „internationale Dubs“ bezeichnen, da diese häufig in Großbritannien und anderen englischsprachigen europäischen Ländern erschienen. In den 1970er Jahren wechselte Toho zu Axis International und Omni Productions nach Hong Kong, um die englischen Versionen der Godzilla-Filme zu produzieren.
Frontier begann in den späten 1970er und in den 1980er Jahren primär damit, an japanischen Animationsfilmen zu arbeiten. Diese Filme würden größtenteils auf VHS von Celebrity Home Entertainment unter ihrem Label „Just For Kids“ in den 1980er Jahren veröffentlicht. In den 1990er Jahren begann Frontier, Videospiele zu synchronisieren. Im Jahr 2000 wurde das Unternehmen geschlossen.

## Synchronisierte Werke

### Fernsehserie
- The Samurai (1962–1965)
- Phantom Agents  (1964–1966)

### Filme
- The Last War. 1961.
- Attack Squadron! 1963.
- Ebirah, Horror of the Deep. 1966.
- Gappa: The Triphibian Monster. 1967.
- The Killing Bottle. 1967.
- King Kong Escapes. 1967.
- Son of Godzilla. 1967.
- Booted Babe, Busted Boss. 1968.
- Destroy All Monsters. 1968.
- Battle of the Japan Sea. 1969.
- The Bullet Train. 1975.
- Legend of Dinosaurs & Monster Birds. 1977.
- Princess from the Moon. 1987.

### Anime

#### Serie
- Phantaman. 1967–1968.
- Choppy & the Princess. 1967–1968.

#### Filme
- The Little Prince & the Eight-Headed Dragon (1963)
- Lupin the 3rd: The Mystery of Mamo (1978)
- Cyborg 009: The Legend of the Super Galaxy (1980)
- Voltus 5 (1980) (Kompilationsfilm)
- Space Warrior Baldios. 1981.
- Swan Lake. 1981.
- Aladdin & the Wonderful Lamp (1982)
- Arcadia of My Youth. 1982.
- The Dagger of Kamui. 1985.
- Dragon Ball: Curse of the Blood Rubies (1986) (angeblich)

### Videospiele
- Ys III: Wanderers from Ys (1989)
- Dynasty Warriors 2 (2000)
- WinBack: Covert Operations (2000)